# Jenő Csaknády
Jenő Csaknády (Ungheria, 20 settembre 1924 – Mainaschaff, 7 gennaio 2001) è stato un allenatore di calcio ungherese.

## Palmarès

### Competizioni regionali
- Oberliga Südwest: 1

Saarbrücken: 1960-1961

### Competizioni nazionali
- Campionato greco: 1

AEK Atene: Alpha Ethniki 1967-1968
| Controllo di autorità | VIAF (EN) 15500333 · ISNI (EN) 0000 0000 1116 057X · GND (DE) 115546359 |